# Foveosculum benguellense
Foveosculum benguellense là một loài tò vò trong họ Ichneumonidae.